# Ben Johnson (piłkarz)
Benjamin Anthony Johnson (ur. 24 stycznia 2000 w Londynie) – angielski piłkarz występujący na pozycji obrońcy w angielskim klubie West Ham United, którego jest wychowankiem.